# Seria 680 ČD

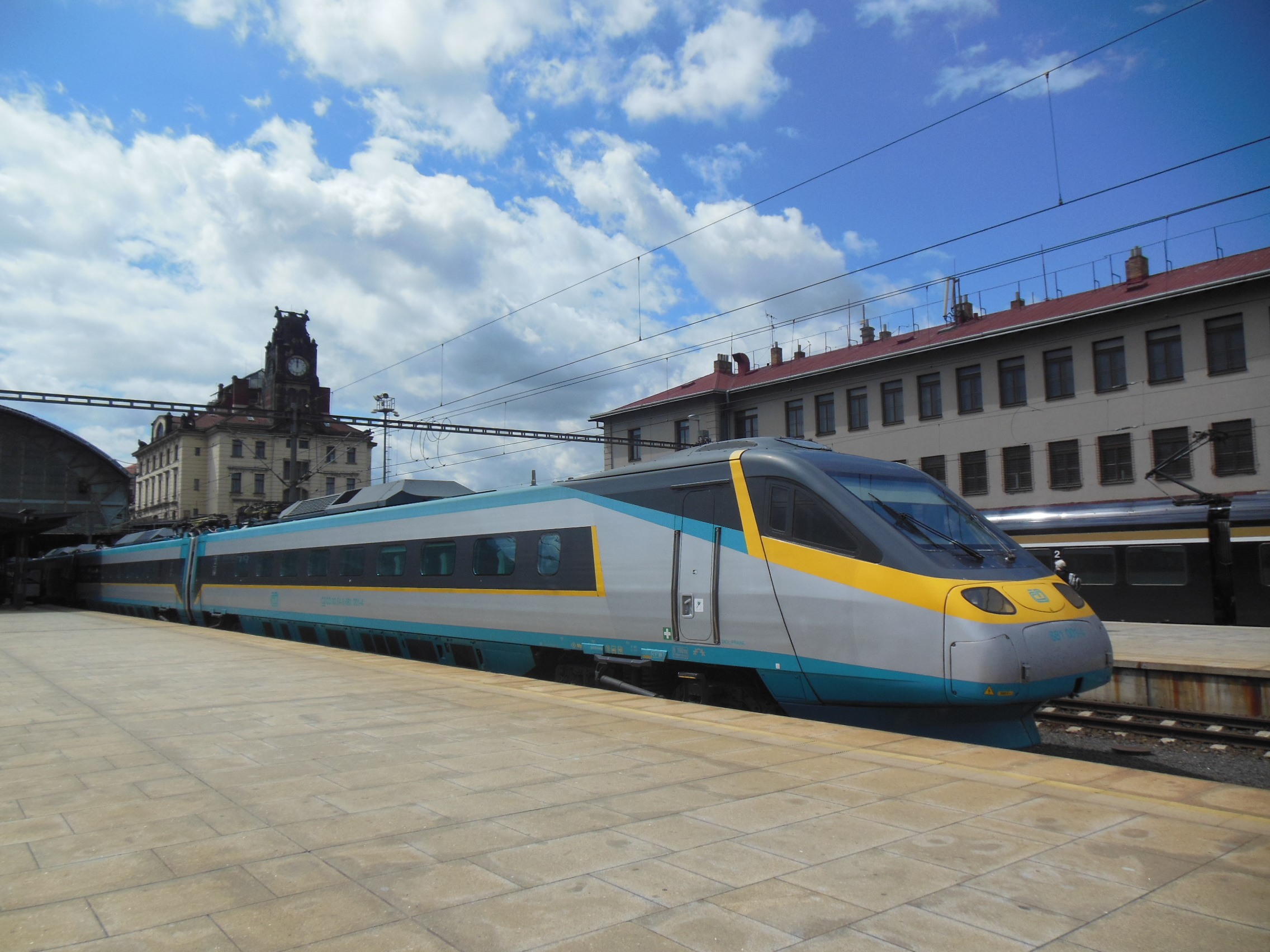
Czeskie Pendolino na dworcu Praha hlavní nádraží

Seria 680 – trójsystemowe elektryczne zespoły trakcyjne (Pendolino) eksploatowane przez České dráhy, przeznaczone do szybkich połączeń w ruchu krajowym i międzynarodowym, wyprodukowane w latach 2003–2005 w zakładach Alstom Ferroviaria w Savigliano we Włoszech.

## Opis
Jednostka składa się z 7 wagonów, w tym 4 silnikowych, każdy wyposażony w dwa silniki:
Skład jednostki serii 680
| Nr wagonu | Klasa    | Opis                     | Seria |
| --------- | -------- | ------------------------ | ----- |
| 1.        | 2        | czołowy wagon silnikowy  | 681   |
| 2.        | 1        | wagon doczepny           | 081   |
| 3.        | 2+bistro | doczepny wagon silnikowy | 683   |
| 4.        | 2        | wagon doczepny           | 084   |
| 5.        | 2        | doczepny wagon silnikowy | 684   |
| 6.        | 2        | wagon doczepny           | 082   |
| 7.        | 2        | czołowy wagon silnikowy  | 682   |

Skład przystosowany jest do pracy z trzema różnymi systemami zasilania sieci trakcyjnej – prąd stały 3000 V (północna część Czech i Słowacji, także Polska), prąd przemienny 25 kV 50 Hz (południowa część Czech i Słowacji), prąd przemienny 15 kV 16⅔ Hz (Niemcy, Austria).